# Révolution !
Révolution ! est une organisation française d'extrême gauche issue d'une scission, début 1971, de la Ligue communiste. Elle fusionne en 1976 avec la Gauche ouvrière et populaire (GOP) pour former l'Organisation communiste des travailleurs (OCT).

## Historique
Le groupe Révolution ! est issu d'une scission, début 1971, de la Ligue communiste en raison de son opposition à l'adhésion de cette dernière à la Quatrième Internationale, (Isaac Johsua, Henri Maler, Christian Picquet, Roger Rotman, Maya Surduts, etc.), rejointe par une partie du groupe Vive la Révolution (Samuel Johsua). Quelques militants du PSU (dont Manuel Bridier) la rejoignent en 1972.
L'orientation de la Ligue communiste au sein du Secours rouge est alors désavouée par une minorité de ses militants, au moment de contradictions entre les violences de rue du 9 mars 1971 et  le souhait d'élargir l'assise populaire du mouvement, tandis qu'au même moment d'autres mouvements et des résistants qui ont fondé ce Secours rouge vont s'en éloigner dans les semaines qui suivent.
Elle fusionne les 4 et 5 décembre 1976 avec la Gauche ouvrière et paysanne (GOP), ancienne branche maoïste du Parti socialiste unifié, pour former l'Organisation communiste des travailleurs (OCT). L'OCT, annonce, sans doute de manière triomphaliste, le nombre de 2 000 militants, présents dans 90 villes. Elle publie bientôt un hebdomadaire, L'Étincelle. L'OCT éclate en 1978, perdant plus de la moitié de ses adhérents, en raison de dissensions entre les deux courants sur la tactique d'union à retenir vis-à-vis des réformistes, sur la conception de l'organisation, et sur la question du féminisme, représentée en son sein par une « direction nationale femmes ».